# Bahnstrecke Domodossola–Mailand
| EuroCity-Zug bei Candoglia |                      |                                                          |                                     |
| Streckennummer (RFI): | 23                   |                                                          |                                     |
| Kursbuchstrecke (IT): | 40                   |                                                          |                                     |
| Streckenlänge: | 153 km               |                                                          |                                     |
| Spurweite: | 1435 mm (Normalspur) |                                                          |                                     |
| Stromsystem: | 3 kV =               |                                                          |                                     |
| Streckengeschwindigkeit: | 160 km/h             |                                                          |                                     |
| Zweigleisigkeit: | ja                   |                                                          |                                     |
| |                      |                                                          |                                     |
| \| \| \| SBB aus Brig \| \| \| \| 55,547 \| Domodossola Übergang zur Centovallibahn \| 270 m \| \| \| \| nach Novara \| \| \| \| \| \| \| \| \| \| Toce \| \| \| \| 52,421 \| Bivio/P.C. Toce \| Bivio/P.C. Toce \| \| \| 50,246 \| Beura-Cardezza bis 2002 Bahnhof[1] \| 242 m \| \| \| \| Domo II \| \| \| \| 47,672 \| Bivio/P.C. Valle \| Bivio/P.C. Valle \| \| \| \| von Domodossola \| \| \| \| 46,612 \| Vogogna Ossola bis 2002 Bahnhof[2] \| 221 m \| \| \| 40,016 \| Premosello-Chiovenda \| 220 m \| \| \| 36,329 \| Cuzzago bis 2000 Bahnhof[3] \| 212 m \| \| \| \| nach Novara \| \| \| \| 31,766 \| Candoglia-Ornavasso \| 208 m \| \| \| 29,291 \| Mergozzo ehem. Bahnhof \| 206 m \| \| \| 26,074 \| Verbania-Pallanza \| 204 m \| \| \| \| Toce \| \| \| \| 21,144 \| Baveno bis 2011 Bahnhof[4] \| 220 m \| \| \| 17,339 \| Stresa Übergang zur Ferrovia Stresa–Mottarone (bis 1963) \| 219 m \| \| \| \| Galleria Stresa (1072 m) \| \| \| \| 11,160 \| Belgirate \| 229 m \| \| \| 8,921 \| Lesa bis 1993 Bahnhof[5] \| 224 m \| \| \| 4,854 \| Meina bis 2009 Bahnhof[6] \| 221 m \| \| \| \| Galleria Faraggiana (1183 m) \| \| \| \| 0,000 50,428 \| Arona \| 205 m \| \| \| \| nach Novara und nach Santhià \| \| \| \| 46,400 \| Dormelletto ehem. Bahnhof \| 204 m \| \| \| \| von Novara \| \| \| \| \| Ticino \| \| \| \| 39,367 \| Sesto Calende \| 203 m \| \| \| \| nach Luino \| \| \| \| 36,333 \| Vergiate bis 2001 Bahnhof[7] \| 259 m \| \| \| 32,410 \| Somma Lombardo \| 285 m \| \| \| 29,676 \| Casorate Sempione \| 274 m \| \| \| \| S 30 von Luino / von Varese \| \| \| \| 24,922 \| Gallarate \| 242 m \| \| \| 17,821 \| Busto Arsizio \| 229 m \| \| \| \| S 30 FNM-Bahnstrecke Novara–Seregno \| \| \| \| 13,253 \| Legnano \| 208 m \| \| \| 10,259 \| Canegrate ehem. Bahnhof \| 194 m \| \| \| 7,826 \| Parabiago \| 194 m \| \| \| 2,935 \| Vanzago-Pogliano \| 160 m \| \| \| 0,000 133,381 \| von Turin \| von Turin \| \| \| 134,571 \| Rho \| 154 m \| \| \| \| siehe Bahnstrecke Turin–Mailand \| \| \| \| \| Milano Centrale \| 130 m \| |                      |                                                          |                                     |
| Strecke · Strecke |                      | SBB aus Brig                                             | SBB aus Brig                        |
| Bahnhof · Strecke | 55,547               | Domodossola Übergang zur Centovallibahn                  | 270 m                               |
| Abzweig geradeaus und nach rechts · Strecke |                      | nach Novara                                              | nach Novara                         |
| Strecke von links · Kreuzung geradeaus oben · Strecke nach rechts |                      |                                                          |                                     |
| Brücke über Wasserlauf · Brücke über Wasserlauf |                      | Toce                                                     | Toce                                |
| Verschwenkung von links und von rechts · Verschwenkung von rechts | 52,421               | Bivio/P.C. Toce                                          | Bivio/P.C. Toce                     |
| Strecke · Haltepunkt / Haltestelle, ehemaliger Bahnhof | 50,246               | Beura-Cardezza bis 2002 Bahnhof                          | 242 m                               |
| Dienststation / Betriebs- oder Güterbahnhof · Strecke |                      | Domo II                                                  | Domo II                             |
| Verschwenkung nach links · Verschwenkung nach rechts | 47,672               | Bivio/P.C. Valle                                         | Bivio/P.C. Valle                    |
| Strecke von rechts · Strecke |                      | von Domodossola                                          | von Domodossola                     |
| Haltepunkt / Haltestelle · Haltepunkt / Haltestelle, ehemaliger Bahnhof | 46,612               | Vogogna Ossola bis 2002 Bahnhof                          | 221 m                               |
| Bahnhof · Bahnhof | 40,016               | Premosello-Chiovenda                                     | 220 m                               |
| Haltepunkt / Haltestelle · Haltepunkt / Haltestelle, ehemaliger Bahnhof | 36,329               | Cuzzago bis 2000 Bahnhof                                 | 212 m                               |
| Strecke nach rechts · Strecke |                      | nach Novara                                              | nach Novara                         |
| Haltepunkt / Haltestelle | 31,766               | Candoglia-Ornavasso                                      | 208 m                               |
| Haltepunkt / Haltestelle, ehemaliger Bahnhof | 29,291               | Mergozzo ehem. Bahnhof                                   | 206 m                               |
| Bahnhof | 26,074               | Verbania-Pallanza                                        | 204 m                               |
| Brücke über Wasserlauf |                      | Toce                                                     | Toce                                |
| Haltepunkt / Haltestelle, ehemaliger Bahnhof | 21,144               | Baveno bis 2011 Bahnhof                                  | 220 m                               |
| Bahnhof | 17,339               | Stresa Übergang zur Ferrovia Stresa–Mottarone (bis 1963) | 219 m                               |
| Tunnel |                      | Galleria Stresa (1072 m)                                 | Galleria Stresa (1072 m)            |
| Bahnhof | 11,160               | Belgirate                                                | 229 m                               |
| Haltepunkt / Haltestelle, ehemaliger Bahnhof | 8,921                | Lesa bis 1993 Bahnhof                                    | 224 m                               |
| Haltepunkt / Haltestelle, ehemaliger Bahnhof | 4,854                | Meina bis 2009 Bahnhof                                   | 221 m                               |
| Tunnel |                      | Galleria Faraggiana (1183 m)                             | Galleria Faraggiana (1183 m)        |
| Bahnhof | 0,000 50,428         | Arona                                                    | 205 m                               |
| Abzweig geradeaus und nach rechts |                      | nach Novara und nach Santhià                             | nach Novara und nach Santhià        |
| Haltepunkt / Haltestelle, ehemaliger Bahnhof | 46,400               | Dormelletto ehem. Bahnhof                                | 204 m                               |
| Abzweig geradeaus und von rechts |                      | von Novara                                               | von Novara                          |
| Brücke über Wasserlauf |                      | Ticino                                                   | Ticino                              |
| Bahnhof | 39,367               | Sesto Calende                                            | 203 m                               |
| Abzweig geradeaus, nach links und von links |                      | nach Luino                                               | nach Luino                          |
| Haltepunkt / Haltestelle, ehemaliger Bahnhof | 36,333               | Vergiate bis 2001 Bahnhof                                | 259 m                               |
| Bahnhof | 32,410               | Somma Lombardo                                           | 285 m                               |
| Haltepunkt / Haltestelle | 29,676               | Casorate Sempione                                        | 274 m                               |
| Abzweig geradeaus und von links |                      | S 30 von Luino / von Varese                              | S 30 von Luino / von Varese         |
| Bahnhof | 24,922               | Gallarate                                                | 242 m                               |
| Bahnhof | 17,821               | Busto Arsizio                                            | 229 m                               |
| Kreuzung geradeaus oben und rechts |                      | S 30 FNM-Bahnstrecke Novara–Seregno                      | S 30 FNM-Bahnstrecke Novara–Seregno |
| Bahnhof | 13,253               | Legnano                                                  | 208 m                               |
| Haltepunkt / Haltestelle, ehemaliger Bahnhof | 10,259               | Canegrate ehem. Bahnhof                                  | 194 m                               |
| Bahnhof | 7,826                | Parabiago                                                | 194 m                               |
| Bahnhof | 2,935                | Vanzago-Pogliano                                         | 160 m                               |
| Abzweig geradeaus und von rechts | 0,000 133,381        | von Turin                                                | von Turin                           |
| Bahnhof | 134,571              | Rho                                                      | 154 m                               |
| |                      | siehe Bahnstrecke Turin–Mailand                          |                                     |
| Kopfbahnhof Streckenende |                      | Milano Centrale                                          | 130 m                               |

Die Bahnstrecke Domodossola–Mailand ist eine mit 3000 Volt Gleichstrom elektrifizierte, durchgehend doppelspurig ausgebaute Hauptbahnstrecke in Italien. Sie stellt die Verbindung zwischen der Simplonbahn und Mailand dar. Die Infrastruktur befindet sich in Besitz der Ferrovie-dello-Stato-Tochter RFI, der Betrieb im Personenverkehr obliegt der Schwestergesellschaft Trenitalia.

## Geschichte
1858 wurde der südlichste Abschnitt Mailand–Rho als Bestandteil der Bahnstrecke Turin–Mailand dem Verkehr übergeben. 1860 folgte die Erweiterung nach Gallarate, ehe fünf Jahre später die Gleise Sesto Calende erreichten. 1868 wurde der Abschnitt nach Arona eröffnet.
1865 übernahm die Società per le Strade Ferrate dell’Alta Italia das Eigentum der Strecke, welches 1885 an die Società per le Strade Ferrate del Mediterraneo überging.
1901 wurde der Abschnitt von Mailand bis Gallarate mit einer Stromschiene elektrifiziert, als Teil der „Ferrovie Varesine“.
Anfang 1905 wurde der Abschnitt von Arona nach Domodossola als Teil der Simplonlinie eröffnet. Nach einigen Monaten ging die Strecke im Zuge der Eisenbahnverstaatlichungen an die FS.
1906 wurde mit der Vollendung des Simplontunnels die grenzüberschreitende Verbindung nach Brig fertiggestellt, der Doppelspurausbau wurde in den 1960er Jahren abgeschlossen.

## Streckenverlauf

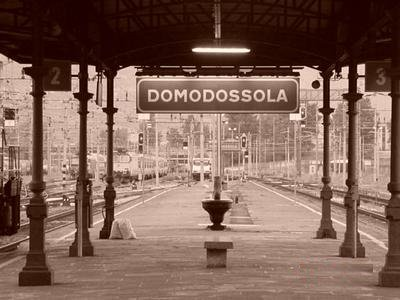
Der Bahnhof Domodossola

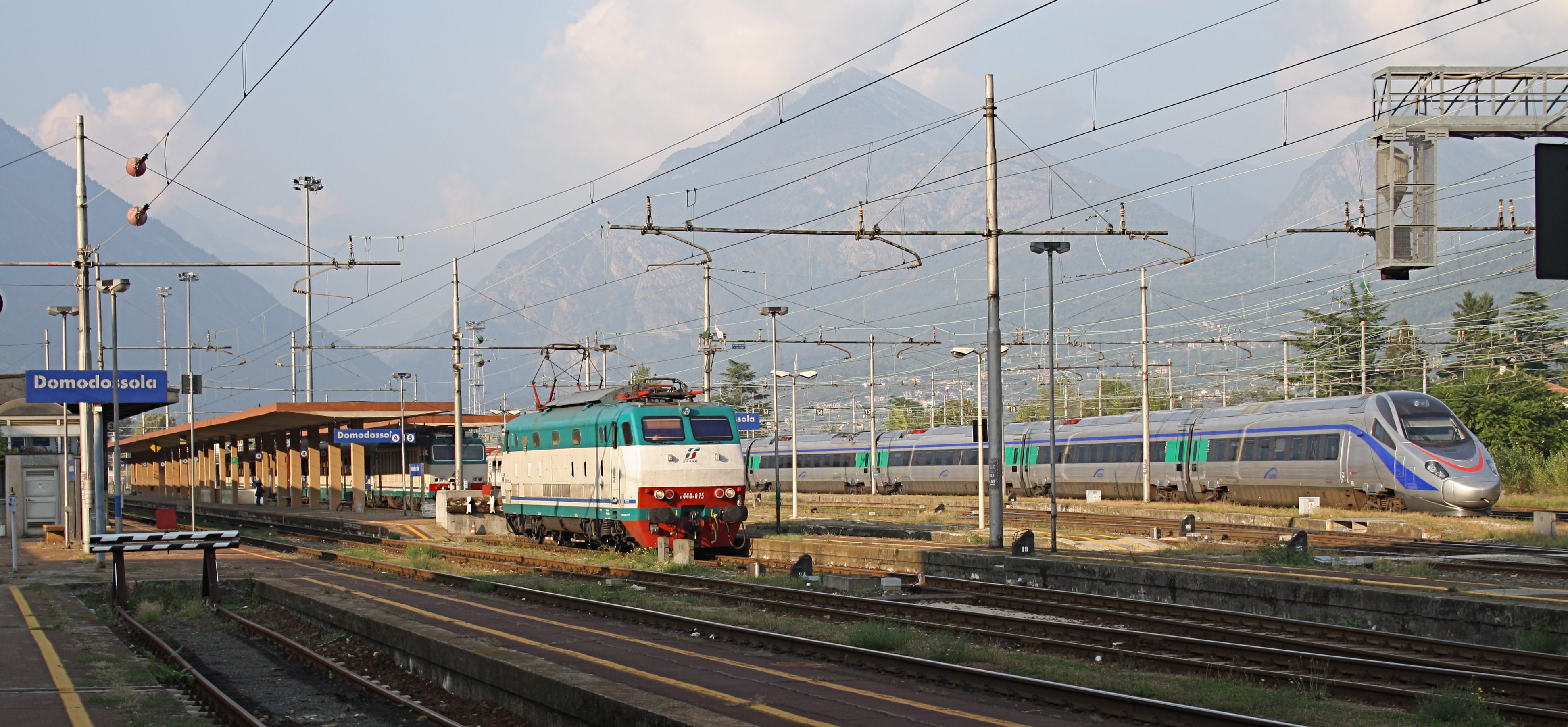
Bahnhof Domodossola, Blick von Süden

Die Strecke schließt im Bahnhof Domodossola im Tale des Toce nahtlos an die durch den Simplontunnel führende Simplonbahn aus Vallorbe–Lausanne an. Anschließend teilt sie sich in zwei Linien – eine Regionallinie mit Haltestellen nach Novara und eine Fernlinie nach Mailand – welche zwischen den Bahnhöfen Vogogna Ossola und Cuzzago parallel führen; Gleisverbindungen existieren jedoch ausschließlich im Bahnhof Premosello. In Cuzzago zweigt die Hauptlinie, die sich bisher an den linksufrigen Talflankenfuß hielt, rechterhand nach Novara ab. Nach dem fernab der namensgebenden Stadt gelegenen Bahnhof Verbania-Pallanza führt die Strecke über Stresa bis unmittelbar vor Arona am Lago Maggiore entlang. In Sesto Calende kreuzt sie die Bahnstrecke Luino–Novara, welche mit ihrer nördlichen Fortsetzung ebenfalls eine grenzüberschreitende Verbindung Schweiz/Italien darstellt. Bei Sesto Calende wird der Ticino gemeinsam mit der parallel zur Eisenbahn verlaufenden Hauptstrasse auf einer 1882 errichteten, zweietagigen Stahlbrücke überquert. In Gallarate mündet die Linie aus Varese und Porto Ceresio in die Strecke. Unmittelbar nach Busto Arsizio zweigt die Querverbindung zum FNM-Bahnhof der Stadt ab, welche zum Flughafen Mailand-Malpensa fortgesetzt wurde. Vor dem Bahnhof Rho vereinigt sich die südliche Simplonzufahrt mit der Hauptbahnstrecke aus Turin. Anschließend wird mittels Überwerfung der vierspurige Schienenstrang aufgetrennt, um den Mailänder Autobahnring zu unterqueren. Nach der Bahnhof Milano Certosa trennt sich die Linie. Ein Ast führt zum Bahnhof Milano Porta Garibaldi mit Fortsetzung zur Mailänder Umfahrungslinie und der unterirdischen Durchmesserlinie Passante – er wird vorwiegend vom Regional- und S-Bahn-Verkehr genutzt. Der dem Fernverkehr vorbehaltene Ast führt zum Hauptbahnhof Milano Centrale.

## Betrieb

### Personenverkehr
Im Fernverkehr verkehren ETR 610-Garnituren als EuroCity auf den Relationen (Venezia Santa Lucia–) Milano Centrale – Genf-Cornavin und Milano Centrale – Basel SBB. Diese Züge halten in Domodossola und alternierend Stresa oder Gallarate.
Im Regionalverkehr führen nebst Regionalzügen der Trenitalia auch diverse Linien der S-Bahn Mailand über die Strecke, die S5 verkehrt bis Gallarate, um dann nach Varese abzuzweigen. Die S6 hingegen zweigt nach Rho in Richtung Turin ab.